# Chemiefaserwerk Guben

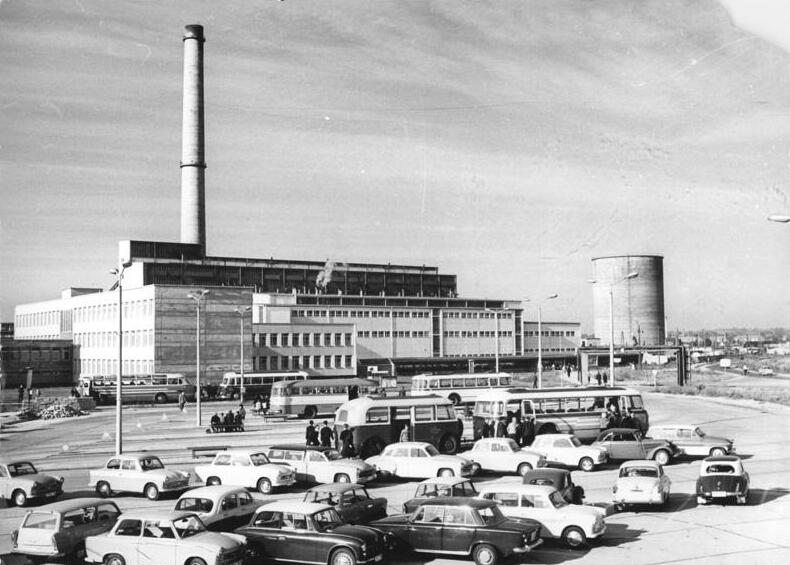
Heizkraftwerk des Chemiefaserwerks Guben

Der Volkseigene Betrieb VEB Chemiefaserwerk Guben (kurz: CFG) war ein Chemiestandort in der Deutschen Demokratischen Republik (DDR).

## Lage
Er befand sich im südlichen Stadtgebiet von Guben an der Bundesstraße 112 und dem Fluss Lausitzer Neiße.

## Geschichte

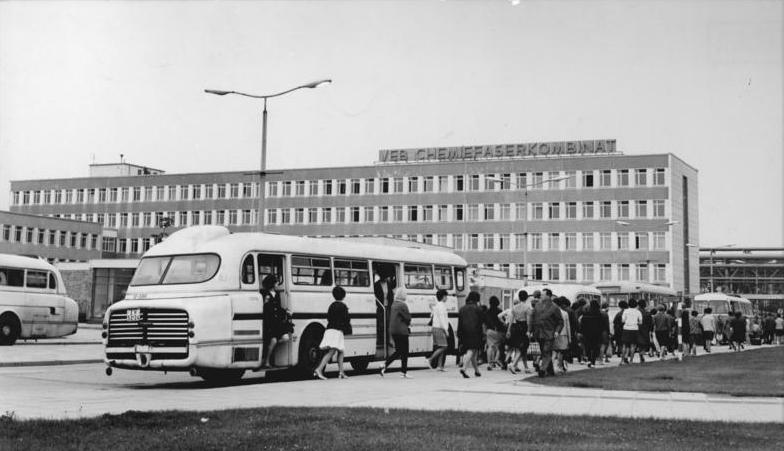
Chemiefaserkombinat in Wilhelm-Pieck-Stadt Guben, 1968

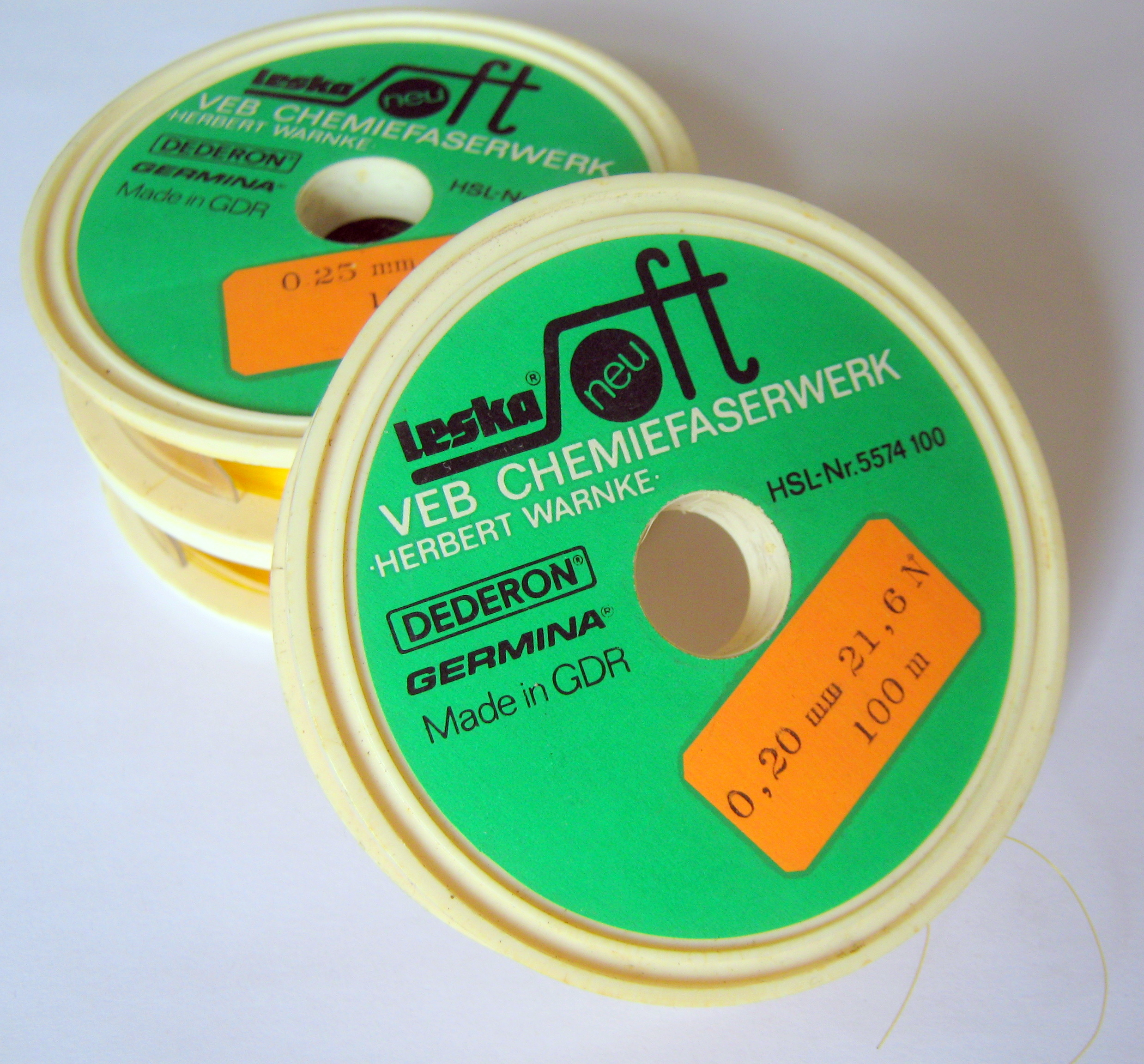
Angelschnur Leska Soft

Am 7. Mai 1960 war die Grundsteinlegung für das Chemiefaserwerk Guben auf dem Gelände der ehemaligen Munitionsfabrik der Firma Rheinmetall Borsig. Der Probebetrieb wurde am 21. September 1964 mit Dederon Feinseide begonnen und am 1. Oktober desselben Jahres offiziell für funktionsfähig erklärt. Zur gleichen Zeit ging auch das eigene Heizkraftwerk in Betrieb. Ab 1970 war es Teil des VEB Chemiefaserkombinat Schwarza in Schwarza und wurde umbenannt in VEB Chemiefaserwerk Herbert Warnke. Jährlich wurden 40.000 Tonnen Chemiefasern produziert. Bis zur Wende war der Betrieb der größte Arbeitgeber im Kreis Guben mit etwa 8000 Beschäftigten. Danach wurde es in mehrere Teilbetriebe aufgeteilt und treuhändisch verwaltet oder verkauft.

### Teilbetriebe nach der Wende
- CFG Service GmbH
- Energiewerk Guben
- Faserwerk Guben GmbH – heute Grupa Azoty ATT Polymers
- Lausitzer Teppichfaser GmbH

## Produkte (Auswahl)
- Leska Angelschnur
- Dederon Feinseide[1]